# Historia de Alberta

Alberta en Canadá.

Lo que hoy es la provincia de Alberta, Canadá tiene una historia y la prehistoria se remonta a miles de años. La historia registrada o escrita comienza con la llegada de los europeos. El suelo rico era ideal para el cultivo de trigo, y la llegada de los ferrocarriles en el siglo XIX dio lugar a una migración a gran escala de los agricultores desde el este de Canadá, Estados Unidos y Europa. El trigo sigue siendo importante, pero las granjas son mucho más grandes y la población rural mucho más pequeño. Alberta ha urbanizado y su base económica se ha ampliado de la exportación de trigo, como también la exportación de petróleo.

## Grupos nativos
Los antepasados de las Primeras Naciones de hoy en Alberta llegaron a la zona por lo menos 8.000 años a. C., según la teoría estrecho de Bering. Las tribus del sur, los Indios de fricción, tales como los pies negros, sangre, y paganos, finalmente, se adaptaron a seminómada caza Bisonte de los llanos, originalmente sin la ayuda de los caballos, pero más tarde los caballos europeos habían introducido. Las tribus más al norte, como el Woodland Cree y el Chipewyan también cazaban, atrapaban, y pescaban para otro tipo de juego en el Parque Aspen y regiones de bosque boreal.
Posteriormente, la mezcla de estos pueblos nativos con los comerciantes franceses de la piel crea un nuevo grupo cultural, los mestizos. Los mestizos se establecieron al este de Alberta, pero después de haber sido desplazados por la colonización blanca, muchos emigraron a Alberta.

### La historia política de los pueblos indígenas
Tras la llegada de los observadores europeos fuera de ella era posible reconstruir una historia narrativa aproximada de las naciones de lo que más tarde se convirtió en Alberta. El uso de historias orales grabadas más tarde, así como la evidencia arqueológica y lingüística, que también es posible hacer inferencias más atrás en el tiempo. En ambos casos sin embargo, la base de prueba es delgada. 
Se cree que al menos algunas partes de las Grandes Llanuras se despoblaron por un período prolongado de la sequía durante el Período Cálido Medieval (alrededor de 950 a 1.250). La zona fue repoblada una vez que la sequía disminuyó, por los pueblos de un número diverso de familias de lenguas y de todas las partes del continente norteamericano. Las lenguas númicas (por ejemplo Comanche y shoshoni) son de la familia de las lenguas uto-azteca y llegaron a las llanuras del suroeste. Los altavoces algonquian (Cree de los llanos, Blackfoot, Saulteaux) son originarios del noreste. Los pueblos Sioux (Gran Sioux, Assiniboine, Nakoda, Mandan, Crow, etc.) parecen ser una familia de lenguas diferentes a las dos anteriores, y son del sureste. También hay pequeños vástagos de las lenguas Na-Dene del el extremo noroeste se encuentra en las llanuras, incluyendo el Tsuu T'ina.

#### Casas de campo, bandas, tribus y confederaciones
La unidad más pequeña de organización para ambas plantas y las personas subárticas era lo que los exploradores Europea-canadiense llamaban una "casa de campo". Una casa de campo era una gran familia u otro grupo muy unido que dormían juntos en la misma vivienda. Logias viajaron juntos en grupos que los antropólogos llaman "bandas". En el caso de los pies negros durante la era histórica, esto incluiría 10 a 30 logias, o aproximadamente 80 a 240 personas. La banda era la unidad fundamental de organización en las llanuras de la caza y la guerra.  Bandas eran asociaciones sueltas que podrían formarse y disolverse dependiendo de las circunstancias, lo que dio sus logias miembro mucha libertad, pero también menos certeza. Por lo tanto, las personas también serían socialmente unida a otros en variedad de otros grupos, como la descendencia común (un clan), el lenguaje común y la religión (una tribu), o de una edad común o rango (una sociedad ritual o una sociedad guerrera).
La densidad de población de ambos pueblos Llanuras y subárticas (como para la mayoría de las sociedades de cazadores-recolectores) era bastante baja, sino que se distribuye de manera muy diferente. Plains bandas de frecuencia podrían congregan en grandes caza o de guerra fiestas, pan-tribales, especialmente una vez que los caballos estaban disponibles, debido a la abundante oferta de bisontes para la alimentación y el paisaje abierto, de fácil recorrido. Además, las bandas podrían migrar a grandes distancias, siguiendo el bisonte o para fines militares. Pueblos subárticas también migran, pero en grupos mucho más pequeños ya que la productividad de los bosques boreales es tan baja que no puede soportar ningún grupo grandes en un solo lugar por mucho tiempo. Las migraciones en la región subártica incluirían siguientes líneas de trampas, raquetas de nieve en los lagos congelados para pescar en el hielo, en busca de alces y otros animales, y volviendo a los sembrados de bayas favoritas.
Cuando los historiadores hablan de las unidades políticas en las Grandes Llanuras a menudo hablan de "guerra entre tribus", pero la mayoría de las decisiones políticas no se hicieron estrictamente sobre la base de la identidad étnica (o tribal). Muy a menudo, las bandas de un número de diferentes tribus formarían una alianza semipermanente, una confederación llamada por los observadores en idioma inglés. La historia política pre-liquidación de las Grandes Llanuras (y en cierta medida el Subártico) es uno de cambio de la pertenencia a una serie de grandes confederaciones, que consiste en bandas de múltiples de tribus en docenas.

#### Primeras políticas registradas
De la revista de Henry Kelsey cerca de 1690-1692 tenemos el primer vistazo de alianzas en la región más amplia. Se informa que el emergente Hierro Confederación (Cree y Assiniboine) estaban en términos amistosos con los pies negros Confederación (Peigan, Kainai, y Siksika) y se alió con ellos contra una lista de otros grupos cuya identidad se desconoce, los "indios de abedul Águila, Poetas de montaña, y Nayanwattame Poetas ". Otra consideración temprana proviene de Saukamappe (a Cree adoptado más adelante en el Peigan), quien tenía 75 años cuando relató sus primeros años al explorador David Thompson en la década de 1780. explorador francés Pierre Gaultier de Varennes lo hizo hacia el oeste hasta la parte alta del río Misuri en 1738, y sus hijos fueron también exploradores del Oeste. Sobre la base de estas y otras fuentes es posible derivar una imagen aproximada del mapa político de las Grandes Planicies del Norte durante el siglo XVIII. El (Este) Shoshone eran capaces de adquirir caballos de sus primos lingüísticos del sur en una etapa temprana, y por lo tanto se convirtió en dominante en las llanuras del norte. A principios de la década de 1700 su gama de caza se extendía desde el río del norte de Saskatchewan en el norte (actual Alberta) hasta el río Platte en el sur (Wyoming) ya lo largo de la vertiente oriental de las Montañas Rocosas y salir a las llanuras del este . El Shoshone se hizo muy temido para el lanzamiento de ataques constantemente con el fin de capturar más prisioneros de guerra. Esto les valió el odio de todos sus vecinos, y dio lugar a una alianza temporal entre la Confederación Blackfoot, Sarsis, Plains Cree, Assiniboines y Gros Ventres con el fin de resistir los Shoshone.
El Shoshone no pudo mantener el monopolio de los caballos, sin embargo, y pronto los pies negros tenían su propio, obtenido a través del comercio del Cuervo, capturados en redadas, o criado por los propios pies negros. Al mismo tiempo, los pies negros comenzaron a adquirir armas de fuego de Compañía de la Bahía de Hudson británico hacia el noreste, a menudo a través de Cree y Assiniboine intermediarios. Los piegan (y otros Blackfoot) eran capaces de comenzar a empujar los Shoshone sur del río Red Deer por 1780.  El brote de viruela 1780-1782 fue devastador tanto para los Shoshone y Blackfoot, sin embargo los pies negros utilizaron su superioridad militar recién adquirida para lanzar incursiones en los Shoshone en el que se capturaron un gran número de mujeres y niños, que luego fueron asimilados por la fuerza en la cultura Blackfoot lo cual aumenta sus números y la reducción de sus enemigos. De acuerdo con David Thompson, en 1787 la conquista del territorio Shoshone Blackfoot era completa. El Shoshone se movió a través de las Montañas Rocosas o mucho más al sur, y sólo rara vez llegó a las llanuras a la caza o el comercio. El Blackfoot reivindica una zona del río Saskatchewan Norte en el norte hasta el curso superior del río Misuri en el sur, y al este de las Montañas Rocosas por 300 Millas.
Los ´pies negros controlaron las fuentes de caballos que no eran seguras, sin embargo, y tampoco lo eran sus terrenos de caza. Desde el noreste de la Confederación de hierro (principalmente Cree y Assiniboine sino también Stoney, Saulteaux y otros) estaban perdiendo su posición como intermediarios comerciantes como el HBC y la Compañía del Noroeste se movieron hacia el interior, y que estaban en lugar de tomar a la caza del bisonte caballo montado en el muy territorio los pies negros había capturado recientemente de los Shoshone.

## Preconfederación
El primer europeo en llegar a Alberta era probable un francés como Pierre La Vérendrye o uno de sus hijos, que había viajado hacia el interior de Manitoba en 1730, estableciendo fuertes y pieles de negociación directamente con los pueblos nativos. Explorando el sistema fluvial más, los comerciantes de pieles franceses tendrían probablemente comprometidos con el pueblo de Alberta. directamente hablando; prueba de ello es que la palabra "francés" en la lengua Blackfoot significa "hombre blanco real". A mediados del siglo XVIII, que fueron trasvasando la mayor parte de las mejores pieles antes de que pudieran llegar a los puestos de operaciones Bahía de Hudson más hacia el interior, lo que provocó tensión entre las compañías rivales.
El primer registro escrito de la actual Alberta nos viene de los comerciantes de pieles Anthony Henday, que exploró las proximidades de la actual Red Deer y Edmonton en 1754-1755. Pasó el invierno con un grupo de Blackfoot, con el que negocia y volvió a la caza de búfalos. Otros exploradores importantes de Alberta incluyen a Peter Fidler, David Thompson, Peter Pond, Alexander MacKenzie, y a George Simpson. El primer asentamiento europeo fue fundado en Fort Chipewyan por MacKenzie en 1788, a pesar de Fort Vermilion se opone a esta afirmación, además de haber sido fundada en 1788.

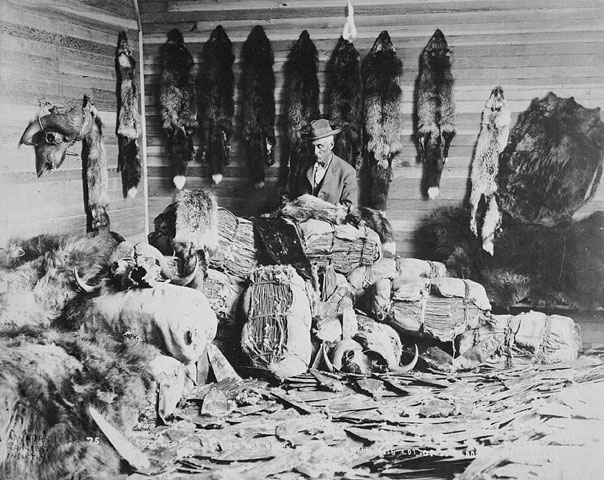
Un comerciante de la piel en Fort Chipewyan en la década de 1890

La temprana historia de Alberta está estrechamente ligado al comercio de la piel, y las rivalidades asociada a ella. La primera batalla fue entre los comerciantes de habla inglesa y francesa, y a menudo tomó la forma de una guerra abierta. La mayor parte del centro y sur de Alberta es parte de la cuenca de la bahía de Hudson, y en 1670 fue reclamado por Compañía de la Bahía de Hudson  (HBC) como parte de su territorio de monopolio, la Tierra de Rupert. Este fue disputada por los comerciantes franceses que operan desde Montreal, los Coureurs des bois. Cuando el poder de Francia en el continente fue aplastada después de la caída de Quebec en 1759, el HBC británica se quedó con el control sin trabas del comercio, y se ejerce sus poderes de monopolio.
Esto pronto fue cuestionado en la década de 1770 por la Compañía del Noroeste (NWC), una compañía privada con sede en Montreal que esperaba para recrear la antigua red comercial francesa en las aguas que no drenan a la Bahía de Hudson, tales como el río Mackenzie, y aguas de drenaje hasta el Océano Pacífico. Muchas de las ciudades y pueblos de Alberta comenzaron como HBC o puestos comerciales NWC, incluyendo Fort Edmonton. El HBC y NWC finalmente se fusionaron en 1821, y en 1870 el monopolio comercial de la nueva HBC fue abolido y el comercio en la región fue abierto a cualquier empresario. La compañía cedió la tierra de Rupert y el Territorio del Norte-occidental para el Dominio de Canadá como los territorios del noroeste, como parte de la Ley de Tierras del 1868 Rupert.

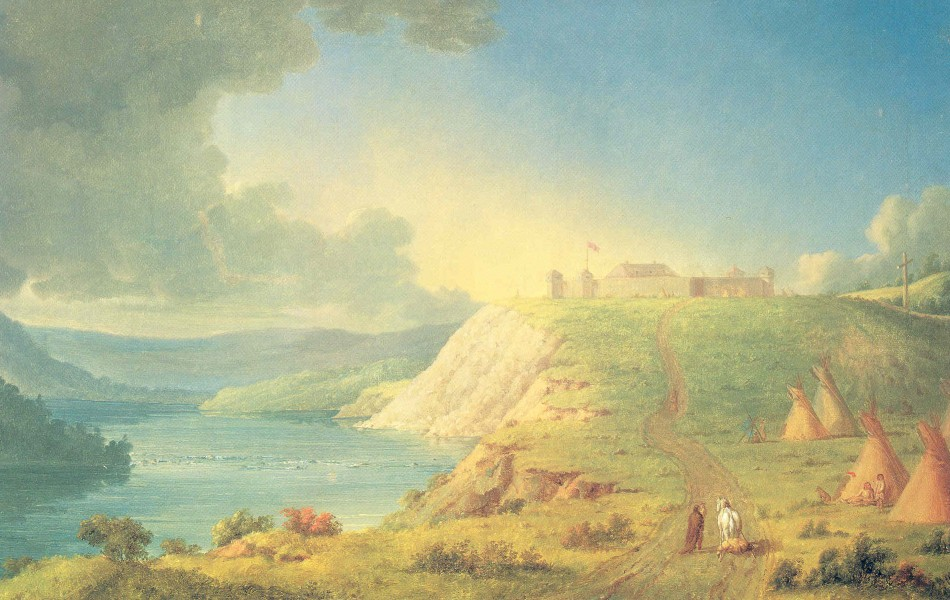
Fort Edmonton; pintura de Paul Kane (1810-1871), 1849-1856.

La lucha económica representada por el comercio de pieles fue acompañado de una lucha espiritual entre las iglesias cristianas rivales con la esperanza de ganar adeptos entre los indios nativos. El primer misionero católico fue Jean-Baptiste Thibault, que llegó al Lac Sainte Anne en 1842. El Metodista Robert Rundle llegó en 1840 y estableció una misión en 1847.
El área más tarde se convirtió en Alberta que fue adquirida por el Dominio en ciernes de Canadá en 1870 con la esperanza de que se convierta en una frontera agrícola resuelta por los canadienses blancos. Con el fin de "abrir" la tierra de acuerdo, el gobierno comenzó a negociar los tratados numerados con las diversas naciones indígenas, que les ofrecieron tierras reservadas y el derecho al apoyo del gobierno a cambio de ceder todas las demandas de la mayoría de las tierras al Corona. Al mismo tiempo, la disminución del poder de la HBC había permitido a los comerciantes de whisky americano y cazadores para expandirse en el sur de Alberta, lo que altera la forma nativa de la vida. De particular interés fue el famoso Fort Whoop-Up cerca de la actual Lethbridge, y la matanza asociada Cypress Hills de 1873.

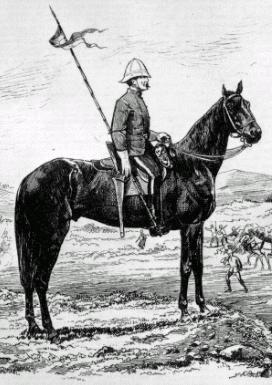
El noroeste de Policía Montada Lancer de 1875.

Al mismo tiempo que el whisky se estaba introduciendo a las Primeras Naciones, las armas de fuego eran cada vez más disponibles fácilmente. Mientras tanto, los cazadores blancos estaban disparando un gran número de Bisonte de los llanos, la principal fuente de alimento de las tribus de las llanuras. Las enfermedades también se extendían entre las tribus. La guerra y el hambre se tornó incontrolable en las llanuras. Con el tiempo la enfermedad y el hambre se debilitaron en las tribus hasta el punto donde la guerra se hizo imposible. Esto culminó en 1870 con la Batalla del Río de vientre entre los pies negros Confederación y los cree. Fue la última gran batalla librada entre las naciones nativas en suelo canadiense.
Con el fin de llevar la ley y el orden en el oeste, el gobierno creó el Noroeste de Policía Montada, los "mounties", en 1873. En julio de 1874, 275 oficiales comenzaron su legendaria "marcha hacia el oeste" hacia Alberta. Llegaron al extremo occidental de la caminata por la creación de una nueva sede en Fort Macleod. Entonces la fuerza se dividió, la mitad hacia el norte de Edmonton, y la mitad de regresar a Manitoba. Al año siguiente, se fundaron nuevos puestos de avanzada: Fort Walsh en el Cypress Hills, y Fort Calgary, en torno al cual se formaría la ciudad de Calgary.
A medida que el bisonte desapareció desde el oeste de Canadá, haciendas ganaderas se desplazaron para tomar su lugar. Los ganaderos estaban entre los primeros colonizadores de mayor éxito. Las praderas áridas y colinas se adaptaron bien al estilo americano, de tierras áridas y a la ganadería de espacio abierto. El vaquero negro americano John Ware trajo el primer ganado en la provincia en 1876. Al igual que la mayoría de los contratados manos, Ware era estadounidense, pero la industria estaba dominada por los poderosos y magnates británico-nacidos-Ontario, como Patrick Burns.
La paz y la estabilidad de la Policía Montada trajeron sueños fomentados en la liquidación de la masa en las praderas canadienses. El sitio fue revisado por el Canadian Pacific Railway para posibles rutas hacia el Pacífico. El primer favorito era una línea norte que fue a través de Edmonton y el paso de la cabeza amarilla. El éxito de la Policía Montada en el Sur, junto con el deseo del gobierno para establecer la soberanía canadiense de esa zona, y el deseo de la RCP para socavar especuladores de la tierra, se le solicita el CPR para anunciar un cambio de último minuto de la ruta a una ruta más al sur que pasa por Calgary y el Kicking Horse Pass. Esto iba en contra de los consejos de algunos peritos que dijeron que el sur era una zona árida no era adecuado para la colonización agrícola.
En 1882 el distrito de Alberta fue creado como parte de los territorios del noroeste, y el nombre de la princesa Louise Caroline Alberta, cuarta hija de la reina Victoria, y la esposa del marqués de Lorne que sirvió como gobernador general de Canadá en el momento.

### Asentamiento
La RCP se adelantó y estaba casi terminado en 1885, cuando la Rebelión del Noroeste, dirigido por Louis Riel, estalló entre los mestizos y los grupos de las Primeras Naciones y el gobierno canadiense. La rebelión se extendía sobre lo que ahora es Saskatchewan y Alberta. Después de que el partido de la guerra del Cree atacó un asentamiento blanco en el lago de la rana, Saskatchewan (ahora en Alberta), milicia canadiense de Ontario fueron enviados al distrito de Alberta a través de la RCP y luchó contra los rebeldes. Los rebeldes fueron derrotados en Batoche, Saskatchewan y Riel después fueron hechos prisioneros.
Después de la Rebelión del Noroeste fue sofocada en 1885, los colonizadores comenzaron a verter en Alberta. El cierre de la frontera americana alrededor de 1890 llevó 600.000 americanos para pasar a Saskatchewan y Alberta, donde floreció la frontera agrícola 1897-1914.
Los ferrocarriles desarrollaron sitios de la ciudad de seis a diez millas de distancia, y las empresas madereras y los especuladores prestan dinero para estimular la creación de los lotes. Los inmigrantes enfrentaron un entorno desconocido y áspero. La construcción de una casa, la limpieza y el cultivo de treinta acres, y cercar todo el edificio, todos los cuales eran los requisitos de los colonizadores que buscaban el título de su nueva tierra, eran tareas difíciles en los valles glaciares.

#### Canadienses, americanos, británicos, alemanes y ucranianos
Inicialmente, el gobierno prefiere coloniʐadores de habla inglesa desde el este de Canadá o Gran Bretaña y, en menor medida, de Estados Unidos. Sin embargo, con el fin de acelerar el ritmo de liquidación, el gobierno bajo la dirección del ministro del Interior Clifford Sifton pronto comenzó la publicidad para atraer a los colonizadores de la Europa continental. Un gran número de alemanes, ucranianos y escandinavos se movían , entre otros, con frecuencia se fusionaron en bloques de asentamientos étnicos distintos, dando partes de Alberta grupos étnicos distintivos.
Wiseman (2011) sostiene que la gran afluencia de 600.000 inmigrantes de los Estados Unidos llevó a lo largo de los ideales políticos tales como el liberalismo, el individualismo y el igualitarismo, en contraposición a los temas canadienses ingleses tradicionales como el conservadurismo y el socialismo. Uno de los resultados fue el crecimiento de la Liga imparcial.

#### Noruegos
Un asentamiento típico que involucraba noruegos de Minnesota. En 1894, los productores noruegos de Minnesota Red River Valley, originalmente de Bardo, Noruega, reasentada en Amisk Creek al sur de Beaverhill Lake, Alberta, nombrar a su nuevo asentamiento Bardo, después de su tierra natal. Dado que la Ley del Suelo de 1872, Canadá había buscado ansiosamente para establecer colonias de inmigrantes de una sola nacionalidad previstas en las provincias occidentales. El asentamiento en Bardo creció en forma sostenida, y desde 1900 en la mayoría de los colonos vino directamente del Bardo, Noruega, familia unión y antiguos vecinos. Si bien las condiciones de vida un tanto primitivos eran la norma durante muchos años en el siglo XX, los colonos establecieron rápidamente las instituciones y las salidas sociales, incluyendo una congregación luterana, una escuela, Sociedad de Ayuda de Damas Bardo ', una sociedad literaria, un coro de jóvenes, y una banda.

#### Gales
En julio de 1897 el Ferrocarril Canadiense del Pacífico  (FCR) comenzó a trabajar en un ferrocarril que pasa a través del paso nido del cuervo, Alberta. Para atraer a un millar de trabajadores de Gales que finalmente se establecieron en Canadá, el gobierno británico ofreció a los trabajadores $ 1.50 al día y la tierra a través del proceso de la granja. Publicada por las empresas de transporte y los periódicos, el esquema atrajo a muchos trabajadores de Bangor, Gales del Norte, donde los canteros habían estado en huelga desde hace casi un año. Sin embargo, los costes de transporte solos eran más que muchos trabajadores podían permitirse el lujo de Gales, y esto limita el número de personas que respondieron a la oferta a menos de 150. Por cartas de noviembre comenzaron a llegar en Gales quejándose de las condiciones de vida y trabajo en los campos de RCP. Los funcionarios del gobierno, tratando de poblar las praderas canadienses, comenzaron a restar importancia a las críticas y presentar una visión más positiva. A pesar de que algunos de los inmigrantes finalmente encontraron la prosperidad en Canadá, el esquema de la inmigración previsto por el gobierno y los funcionarios del ferrocarril fue cancelada en 1898.

#### Mormones
Unos 3.200 mormones llegaron de Utah, donde su práctica de la poligamia había sido declarada ilegal. Fueron muy orientados a la comunidad, la creación de 17 asentamientos agrícolas; fueron pioneros en técnicas de riego. Florecieron y en 1923 abrió el Templo de Alberta en su centro de Cardston. En el siglo 21 cerca de 50.000 mormones viven en Alberta.

## Conducir a valle de provincia

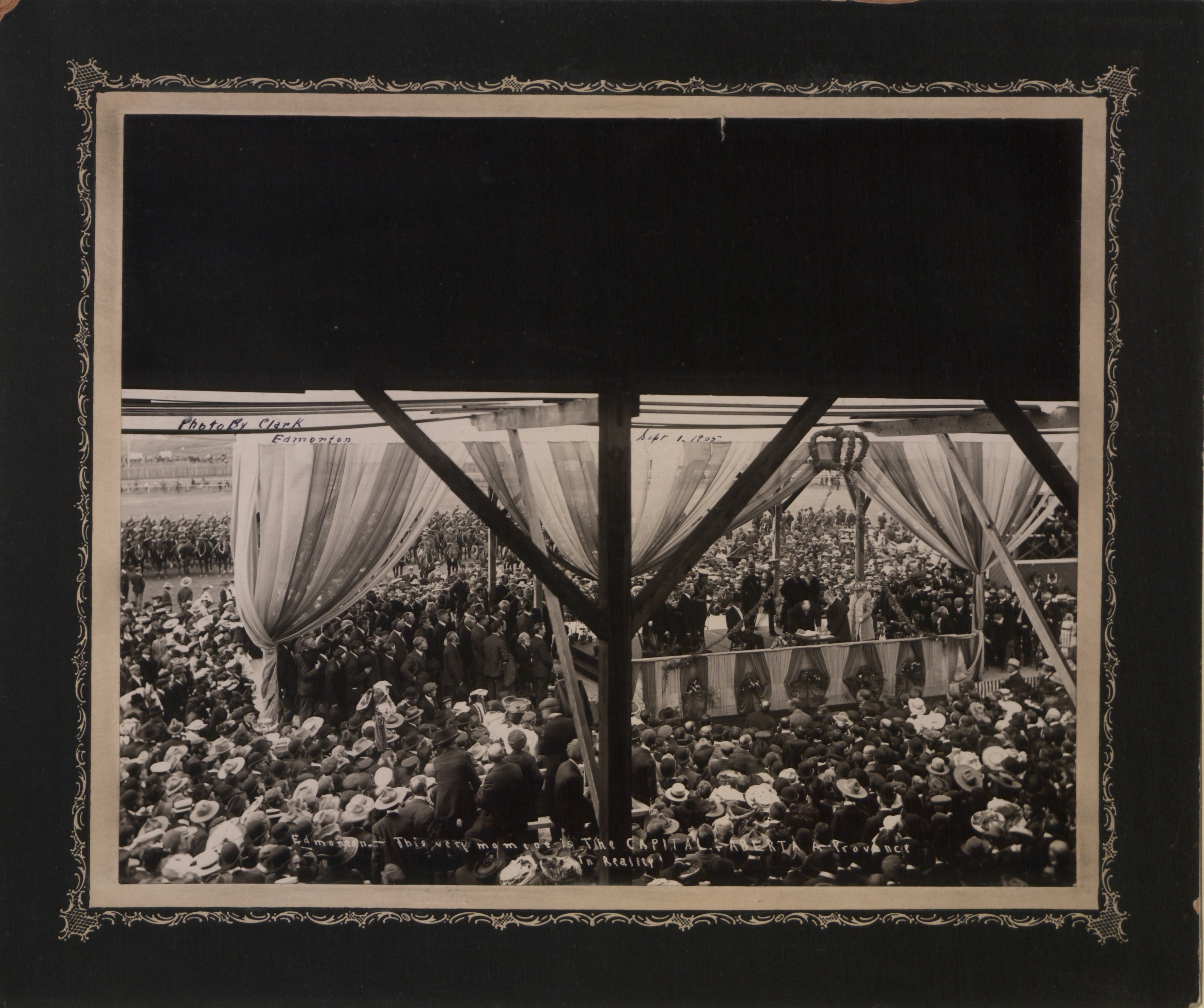
Multitudes en Edmonton marcan la creación de la provincia de Alberta 1 de septiembre de 1905

En los albores del siglo XX, Alberta era simplemente un distrito de los territorios del noroeste. Los líderes locales presionaron con fuerza para el estado provincial. El primer ministro de los territorios, Sir Frederick Haultain, fue uno de los defensores más persistentes y vocales de valle de provincia para Occidente. Sin embargo, su plan para el estado provincial en Occidente no era un plan para las provincias de Alberta y Saskatchewan que finalmente fue adoptada; más bien estaba a favor de la creación de una provincia muy grande llamado Buffalo. Otras propuestas que se decidieron tres provincias, o dos provincias con una frontera que van de este a oeste en lugar de norte a sur.
El primer ministro de la jornada, Sir Wilfrid Laurier, no quería concentrar demasiado poder en una provincia, lo que podría crecer para competir con Quebec y Ontario, pero tampoco creo que tres provincias eran viables, y así que optamos por los dos-provincia plan. Alberta se convirtió en una provincia junto con su hermana Saskatchewan 1 de septiembre de 1905.
Haultain se podría haber esperado para ser nombrado como el primer ministro de Alberta. Sin embargo, Haultain era conservador, mientras Laurier era liberal. Laurier optó por el teniente gobernador George H. V. Bulyea nombrar al liberal Alexander Rutherford, cuyo gobierno caería más tarde en el escándalo de Alberta y Gran Vías de tren.
Otro líder principal de Alberta en ese momento era Frank Oliver. Fundó el periódico Boletín influyente de Edmonton en 1880 de la que expuso una aguda crítica de las políticas liberales de Occidente. Fue especialmente de desaprobación de la liquidación de Ucrania. Fue elegido miembro de la asamblea territorial, pero renunció para convertirse en un MP federal. Reemplazó Sifton como ministro del Interior y se dedicó a la reducción de apoyo a la inmigración europea. Al mismo tiempo que él estaba a cargo de la elaboración de los límites de las circunscripciones provinciales para las elecciones de 1905 Alberta. Él es acusado por algunos de gerrymandering los límites para favorecer liberal Edmonton sobre Tory Calgary.
Junto Oliver y Rutherford se aseguraron de que Edmonton se convirtiera en la capital de Alberta.

## Principios delsigloXX
La nueva provincia de Alberta tenía una población de 78.000, pero aparte de Ferrocarril Canadiense del Pacífico carecía de infraestructura. Las personas eran agricultores y carecían de escuelas e instalaciones médicas. Ottawa retuvo el control de sus recursos naturales hasta 1930, por lo que el desarrollo económico difícil y complicado las relaciones federales y provinciales. De hecho, las batallas por el petróleo envenenan las relaciones con el gobierno federal, sobre todo después de 1970.

### Políticas

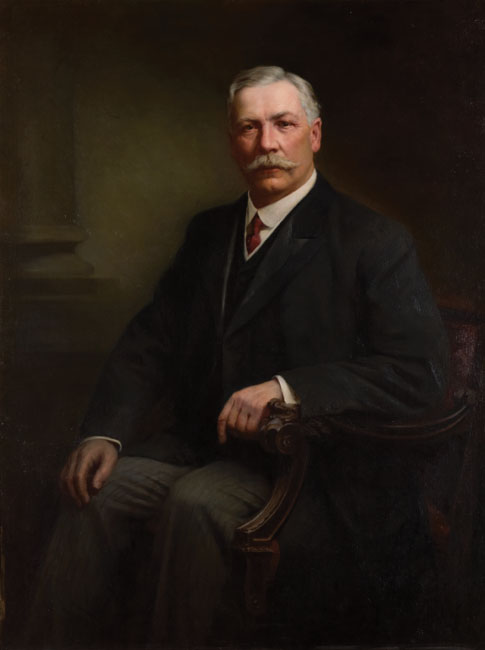
Alexander Rutherford, primer jefe de Alberta aprovechó el poder político que le había dado el Gobierno Federal

Los liberales formaron el primer gobierno de Alberta y se mantuvieron en el cargo hasta 1921. Después de la elección de 1905, el primer ministro Alexander C. Rutherford del gobierno comenzó a trabajar en la infraestructura gubernamental, especialmente en relación con los asuntos legales y municipales. Rutherford, un caballero de la vieja escuela, era un líder débil pero él está a favor de la educación, impulsando la creación de una Universidad Provincial. Si Calgary era molesto cuando Edmonton fue elegida como la capital, que la molestia se convirtió en indignación en 1906, cuando se le dio la Universidad de Alberta como Strathcona (un suburbio de que el hijo fue anexado en Edmonton en 1912). Los conservadores talento buscaron su fortuna política en la política nacional en lugar de provinciales, sobre todo R. B. Bennett, que fue nombrado primer ministro en 1930.
Las comunicaciones mejoraron cuando se estableció un sistema telefónico para los pueblos y ciudades. El crecimiento económico a largo plazo se vio estimulado por la construcción de otros dos ferrocarriles transcontinentales a través de Edmonton, que más tarde pasaron a formar parte de la Canadian National Railway. Su principal función era transportar personas y trigo. Atraída por las tierras de labranza baratas y los altos precios del trigo, la inmigración alcanzó niveles récord, y la población llegó a 470.000 habitantes en 1914.

#### Movimientos granjeros
Sintiéndose objeto de abuso por los ferrocarriles y los elevadores de granos, las organizaciones agrícolas militantes aparecieron, en particular los granjeros unidos de Alberta (GUA), formada en 1909. Guiado por las ideas de William Irvine y más tarde por Henry Wise Wood, la GUA se pretendía en un principio representar los intereses económicos en lugar de actuar como otro partido político. Pero el descontento de los agricultores con las políticas provinciales liberales y políticas federales conservadores, combinado con la caída de los precios del trigo y un escándalo de ferrocarril, condujo a los agricultores para favorecer la política directos y la elección de los tres ejes de acción orientados a Farmer y un MP en el período 1917-1921 abierto la puerta a una impugnación general para poder en 1921. se ha producido un deslizamiento de tierra abrumadora UFA en la legislatura provincial en 1921. Alberta también dio un fuerte apoyo a los candidatos UFA y laborales en la elección federal 1921. Los parlamentarios elegidos trabajaron con el Partido Progresista de Canadá, una organización nacional de granja. Juntos realizaron el equilibrio de poder de los gobiernos minoritarios liberales y conservadores en el poder durante gran parte de la década de 1920.
John E. Brownlee llevó la GUA a un segundo gobierno de la mayoría en las elecciones de 1926. Durante su reinado, el gobierno GUA derogada la prohibición, reemplazandola con la venta de licor al gobierno y fuertemente regulados de gestión privada de barras habitaciones, aprobó una ley de ajuste de la deuda para ayudar a los agricultores endeudados, y los trabajadores ayudados con los códigos salariales progresivas. Se abolió la policía provincial, pasando aplicación de la ley fuera de los municipios de la RCMP. El gobierno rescató a la quiebra piscina Trigo de Alberta en 1929. El punto de administración de Brownlee alta se produjo después de largas negociaciones con el gobierno federal en materia de recursos naturales de Alberta. En 1930, el control de estos recursos fue entregado a la provincia. Se apresura a cabo una elección antes de que el pleno efecto de la Depresión dio una patada en, Brownlee llevó la UFA a un tercer gobierno de la mayoría en las elecciones de 1930. Mientras se movía hacia la derecha fiscal, se distanció socialistas y grupos de trabajo.
En 1935, la GUA se derrumbó políticamente, y su derrota fue en parte debido al escándalo sexual John Brownlee y en parte debido a la incapacidad del gobierno para elevar los precios del trigo o de otro modo mitigar la gran depresión en Canadá. Una sequía prolongada en los dos tercios meridionales de la provincia produce cosechas de cereales bajos y forzó el abandono y / o exclusión de miles de granjas, mientras allí y cualquier parte de Alberta el cuadro financiero para los agricultores se hizo daño por los bajos precios mundiales de los cereales. Muy endeudado y operando con márgenes de beneficio delgados, los agricultores estaban abiertos a las teorías de la reforma bancaria y monetaria que se había dando vueltas por el oeste de Canadá desde el comienzo de la agricultura comercial en la década de 1880 en el oeste de Canadá. El liderazgo GUA eran recelosos de dichas propuestas y los agricultores se volvió hacia el movimiento Aberhart social del crédito como un arma para luchar contra lo que se consideraba como agarrar los banqueros y agencias de cobro.
Después de la derrota, la GUA se retiró para su propósito fundamental económico-actividad, como una cadena de tiendas de la granja de abastecimiento de cooperación y grupo de presión de los agricultores.

### Atención médica y de enfermería
Los primeros colonizadores dependían de sí mismos y sus vecinos por los servicios médicos. Los médicos eran pocos. Pioneer mujeres utilizan remedios curativos tradicionales y laxantes, la dependencia de los remedios homeopáticos continuó como enfermeras y los médicos se hizo más común entre las comunidades pioneras en la primera parte del siglo XX. Después de 1900, la medicina, especialmente enfermería, y en especial en las zonas urbanas, modernizado y se hizo muy organizada.
La Misión de enfermería Lethbridge en Alberta fue una misión voluntaria canadiense representativa. Fue fundada, independiente de la Orden Victoriana de Enfermeras, en 1909 por Jessie Turnbull Robinson. Una exenfermera, Robinson fue elegida presidenta de la Sociedad de Socorro de Lethbridge y comenzó servicios de enfermería del distrito dirigidas a las mujeres y los niños pobres. La misión fue gobernado por una junta de voluntarios de consejeras, y comenzó por recaudar dinero para su primer año de servicio a través de donaciones de caridad y los pagos de la Metropolitan Life Insurance Company. La misión también mezcló el trabajo social con ancianos, convirtiéndose en el dispensador de alivio de desempleo.
Richardson (1998) examinó la situación social, política, económica, clase, y los factores profesionales que contribuyeron a las diferencias ideológicas y prácticas entre los líderes de la Asociación de Alberta de enfermeras graduadas (AAEG), establecida en 1916, y las mujeres de Estados Granja de Alberta (UFWA ), fundada en 1915, con respecto a la promoción y la aceptación de la partería como una especialidad reconocida de enfermeras registradas. Acusando al AAGN de ignorar las necesidades médicas de las mujeres rurales de Alberta, los líderes de la NFWA trabajaron para mejorar las condiciones económicas y de vida de las mujeres agricultoras. Irene Parlby, el primer presidente de la UFC, presionó para la creación de un Departamento Provincial de Salud Pública, los hospitales y los médicos proporcionados por el gobierno, y la aprobación de una ley para permitir que las enfermeras parteras para calificar como registrados. El liderazgo AAEG oposición certificación partera, argumentando que los planes de estudios de enfermería no dejaba espacio para el estudio partera, y por lo tanto las enfermeras no estaban calificados para participar en los partos en casa. En 1919, el AAEG comprometida con la UFWA, y trabajaron juntos para la aprobación del Acta de enfermeras de salud pública que permitió a las enfermeras para servir como parteras en las regiones sin médicos. De este modo, Servicio de Enfermería del Distrito de Alberta, creada en 1919 para coordinar los recursos para la salud de las mujeres de la provincia, como resultado principalmente de la organizada activismo, persistente política de los miembros de la UFWA y sólo mínimamente de las acciones de los grupos profesionales de enfermería claramente no interesados en las necesidades médicas Canadienses rurales.
El Distrito de Servicio de Enfermería de Alberta administraba la asistencia sanitaria en las zonas predominantemente rurales y empobrecidas de Alberta, en la primera mitad del siglo XX. Fundada en 1919 para satisfacer las necesidades médicas de la madre y de emergencia por parte de las mujeres de Alberta United Farm (NFWA), el Servicio de Enfermería tratada colonos que viven en zonas de pradera primitivos que carecen de médicos y hospitales. Las enfermeras proporcionan atención prenatal, trabajaban como comadronas, realizaron una cirugía menor, las inspecciones realizadas médicos de niños en edad escolar y los programas de vacunación patrocinados. El descubrimiento posterior a la Segunda Guerra Mundial de grandes reservas de petróleo y gas dio lugar a la prosperidad económica y la expansión de los servicios médicos locales. El paso de la salud provincial y seguro hospitalario universal en 1957 precipitó la eliminación progresiva del Servicio de Enfermería del Distrito obsoleta en 1976.

#### Primeras naciones
Debido a que la asistencia sanitaria no fue proporcionada por tratado con el gobierno de Canadá, residentes de la reserva de las primeras naciones en el siglo XX por lo general recibieron este servicio de grupos privados. La Sociedad Misionera de la Iglesia Anglicana corrió hospitales para las bandas de pies negros del sur de Alberta durante este tiempo. En la década de 1920 el gobierno canadiense autorizó los fondos para la construcción de hospitales tanto en los pies negros y las reservas de sangre. Hicieron hincapié en el tratamiento de la tuberculosis a través de la atención a largo plazo.
Hubo un fuerte vínculo entre la asistencia sanitaria indígena federal y la ideología de la reforma social que opera en Canadá entre los años 1890 y 1930. Entre los años 1890 y 1930, el Departamento de Asuntos Indios hizo cada vez más implicados en la salud de la India. Con el objetivo de revelar aspectos de la administración de salud para indígenas del departamento en este primer período, este artículo describe la creación y el funcionamiento de dos hospitales en reservas indígenas en el sur de Alberta. El gobierno federal dio dos pasos principales en el tratamiento de la salud pueblos indios: se construyó hospitales en las reservas, y se creó un sistema de funcionarios médicos para trabajar en estas instalaciones. Antes de la Segunda Guerra Mundial, el sistema de atención de salud tenía una serie de características: se trataba de un sistema operado inicialmente por misioneros y posteriormente adquirida por el Departamento de Asuntos Indígenas, que era una extensa y descentralizada del sistema, los servicios de salud proporcionados por el sistema de estaban firmemente arraigada en los valores canadienses reformadores de la clase media y representó un intento de tener estos valores aplicados a las comunidades indígenas, y, al parecer, el sistema sirve pueblos que eran reacios a utilizar las instalaciones y servicios puestos a su disposición. Contrariamente a la idea de que antes de la Segunda Guerra Mundial el gobierno federal se negó a asumir la responsabilidad de la salud indígena en Canadá, el desarrollo de una política de salud de la India y el sistema ya habían tenido lugar poco a poco.

### Religión, origen étnico

#### Canadialización
La asimilación a la cultura canadiense era la norma para casi todos los inmigrantes europeos, según Prokop (1989). Un indicador importante de la asimilación fue el uso de Inglés; los niños de todos los grupos de inmigrantes mostraron una fuerte preferencia a favor de hablar Inglés, sin importar el idioma de sus padres. De 1900 a 1930, el gobierno se enfrentó a la formidable tarea de transformar la población inmigrante étnica y lingüística-mente diversa en los canadienses leales y verdaderos. Muchos funcionarios creían en la asimilación de la lengua por los niños sería la clave para Canadianización. Sin embargo, no hubo oposición al método directo de la enseñanza de inglés de algunos voceros de inmigrantes. El uso del idioma inglés en juegos de recreo a menudo resultó ser un dispositivo eficaz, y se utilizó de forma sistemática. Las escuelas primarias, especialmente en zonas rurales de Alberta jugaron un papel central en la aculturación de los inmigrantes y sus hijos, proporcionando, de acuerdo con Prokop, un personaje comunidad que crea un rasgo distintivo de las escuelas canadienses notoriamente ausente en las escuelas tradicionales de Europa .

#### Protestantes
Durante el período de entreguerras los diversos componentes de las Sociedades Misioneras de la mujer de Alberta trabajaron sin descanso para mantener los valores tradicionales de la familia y morales anglo-protestante. Que comprende una serie de grupos denominacionales corriente principal y en un tiempo de numeración más de cinco mil miembros, las sociedades buscaron activamente a "cristianizar" y Canadianize los números sustanciales de inmigrantes ucranianos que se establecieron en la provincia. Un enfoque particular es la educación infantil, con actividades musicales utilizados como una herramienta de reclutamiento. Algunos capítulos admitidos miembros masculinos. El movimiento se desvaneció como la sociedad en general se alejó de actividades religiosas y el movimiento fundamentalista conservadora ganó fuerza.
El revivalismo metodista en Calgary a principios del siglo XX promovió el progreso y la respetabilidad burguesa tanto como la renovación espiritual. En 1908, la Iglesia Metodista Central organizó evangélicos estadounidenses H. L. y J. Gale W. Hatch. Se acercaron grandes multitudes, pero el mensaje era suave y tranquila la audiencia y bien vestido. Pocos se convirtieron en miembros de la iglesia después de la reactivación había terminado, sin embargo. asistentes de la clase trabajadora, probablemente experimentaron malestar entre sus vecinos vestidos mejor y mejor educados, y el liderazgo de la iglesia mantienen fuertes lazos con los intereses comerciales locales, pero hicieron poco para llegar a las clases más bajas. Las reuniones de la cabaña que siguieron a la reactivación normalmente se llevaron a cabo en los hogares de clase media.
La Prohibición de bebidas alcohólicas era una cuestión política importante, que enfrenta a los protestantes de habla inglesa contra la mayoría de los grupos étnicos. El Alberta templanza y Moral Reforma Liga, fundada en 1907, se basó en la Metodista y otras iglesias protestantes y utilizados temas antialemán para aprobar la legislación que pone prohibición en vigor en julio de 1916. Las leyes fueron derogadas en 1926.

#### Católicos
El arzobispo católico de Edmonton, Henry Joseph O'Leary tuvo un impacto considerable en los sectores católicos de la ciudad, y sus esfuerzos reflejan muchos de los desafíos de la Iglesia Católica en ese momento. Durante la década de 1920, O'Leary favoreció a su colega irlandés y redujo drásticamente la influencia del clero católico francés en su arquidiócesis y los sustituyó por sacerdotes de habla inglesa. Él ayudó a asimilar inmigrantes católicos de Ucrania en las estrictas tradiciones católicas, extendió la viabilidad del sistema de la escuela católica separada de Edmonton, y establece tanto un colegio católico en la Universidad de Alberta y un seminario en Edmonton.

#### Francófonos
En 1892 Alberta adoptó el modelo de las escuelas de Ontario, haciendo hincapié en las instituciones estatales que glorificaba no sólo el idioma inglés, pero la historia y las costumbres Inglés también. Comunidades predominantemente de habla francesa en Alberta mantienen un cierto control de las escuelas locales con la elección de síndicos simpático a la lengua y la cultura francesa. Tales grupos como los fiduciarios previstos Asociación Canadienne Française de l'Alberta para implementar su propia agenda cultural. Un problema adicional comunidades de habla francesa se enfrentaron fue la constante escasez de maestros calificados de habla francesa durante 1908-1935; la mayoría de los contratados abandonaron sus posiciones después de sólo unos pocos años de servicio. Después de 1940 la consolidación de la escuela ignorado en gran medida los problemas de idioma y la cultura de los francófonos.

#### Ucranianos
Una controversia básica relativa a los derechos lingüísticos de las minorías étnicas en el oeste de Canadá fue el 1913 Ruteno Escuela de revuelta en el Edmonton, Alberta, zona. inmigrantes ucranianos, llamados "gallegos" o "ruteno" por anglocélticos canadienses, se establecieron en las proximidades de Edmonton. Los intentos de la comunidad ucraniana para utilizar el partido liberal para reunir el poder político en los distritos que eran predominantemente de Ucrania e introducir la educación bilingüe en esas áreas, fueron anuladas por los líderes del partido, que culpó a un grupo de profesores de la iniciativa. Como represalia, estos maestros fueron etiquetados "sin reservas". Las diversas acciones rebeldes de los residentes de Ucrania del distrito escolar Bukowina no impidieron que el despido de los maestros de Ucrania. En 1915, estaba claro que la educación bilingüe no sería tolerada en Alberta a principios del siglo XX.

#### Italianos
Los italianos llegaron en dos oleadas, la primera desde 1900 hasta 1914, el segundo después de la Segunda Guerra Mundial. Los primeros inmigrantes llegaron como trabajadores temporales y estacionales, a menudo regresan al sur de Italia después de algunos años. Otros habitantes de las ciudades se convirtió en permanentes, sobre todo cuando la Primera Guerra Mundial impidió los viajes internacionales. Desde el primer momento empezaron a tener un impacto en la vida cultural y comercial de la zona. A medida que creció "Little Italy" empezó a proporcionar servicios esenciales para sus miembros, tales como un cónsul y la Orden de los Hijos de Italia, y un partido fascista activo proporcionado un medio de organización social. Inicialmente los italianos coexistían pacíficamente con sus vecinos, pero durante la Segunda Guerra Mundial que fueron víctimas de los prejuicios y la discriminación hasta el punto de que incluso hoy en Calgary italianos sienten que la sociedad canadiense no recompensa a aquellos que mantienen su origen étnico.

### Vida rural
Una crisis económica envolvió gran parte de Alberta rural en la década de 1920, ya que los precios del trigo cayeron desde sus máximos de tiempo de guerra y los agricultores se vieron profundamente en deuda.

#### Granjas

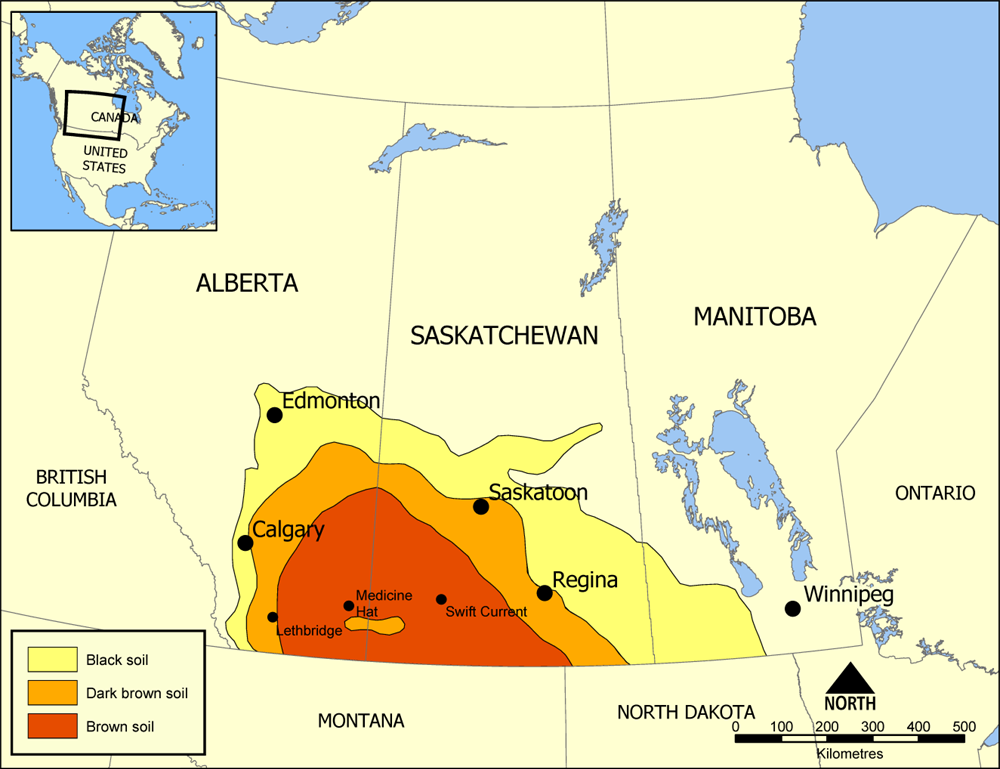
Mapa de Palliser's Triangle.

El trigo fue el cultivo dominante y el elevador de granos de altura junto a las vías del ferrocarril se convirtió en un elemento crucial del comercio de granos de Alberta después de 1890. Se impulsó "Rey de trigo" para el dominio regional mediante la integración de la economía de la provincia con el resto de Canadá. Se utiliza para cargar de manera eficiente el grano en vagones de ferrocarril, elevadores de granos llegaron a ser agrupadas en "líneas" y su propiedad tendían a concentrarse en las manos de cada vez menos empresas, muchos controlado por los estadounidenses. Las principales entidades comerciales que participan en el comercio eran la Canadian Pacific Railway y los poderosos sindicatos del grano. Muchos recién llegados no estaban familiarizados con las técnicas de la agricultura de secano necesitan para manejar un cultivo de trigo, por lo que la Canadian Pacific Railway (CPR) estableció una granja de demostración en Strathmore, en 1908. Se vendió tierras de regadío y aconsejó a los colonos en los mejores métodos de cultivo y de riego. Cambios dramáticos en el comercio de granos de Alberta tuvieron lugar en la década de 1940, en particular la fusión de las compañías elevador de grano.
La imprudencia, codicia y el exceso de optimismo jugaron una parte al principio del siglo XX, en la crisis financiera de la frontera canadiense del trigo. Comenzando en 1916, el Palliser Triangles, una región en Alberta y Saskatchewan, sufrió una década de los años de sequía y malas cosechas que culminaron en la ruina económica para muchos de los productores de trigo de la región. El exceso de confianza por parte de los agricultores, los financieros, la Canadian Pacific Railway, y el gobierno canadiense dio lugar a inversiones de la tierra y el desarrollo en el Palliser en una escala sin precedentes y peligroso. Una gran parte de esta expansión fue financiada por las empresas de hipotecas y préstamos en Gran Bretaña deseosos de hacer inversiones en el extranjero.
Los administradores de dinero británicos fueron impulsados por un complejo conjunto de fuerzas económicas globales, incluyendo una disminución de las oportunidades de inversión británicos, exceso de capital, y la expansión de la inversión masiva en la frontera canadiense. Reducción de la producción de cereales en Europa y el aumento de la producción de granos en las provincias de la pradera también alentaron a la exportación de capitales de Londres. La imagen mítica del Palliser como una región abundante, junto con una creciente confianza en la tecnología, crea una falsa sensación de seguridad y estabilidad. Entre 1908 y 1913 las empresas británicas prestaron grandes sumas de dinero a los agricultores canadienses para plantar sus cosechas de trigo; sólo cuando la sequía comenzó en 1916 quedó claro que, lejos demasiado crédito se ha ampliado.

#### Ranchos y agricultura mixta
El término "cultivo mixto" mejor se aplica a las prácticas agrícolas del sur de Alberta durante 1881-1914 que lo hace "ganadería". "Ganadería pura" implica vaqueros que trabajan que del predominantemente de caballo; que era la norma cuando enormes ranchos se formaron en 1881. Las prácticas fueron rápidamente modificadas. Ahí fue plantado y se corta en verano para proporcionar alimentación al ganado en invierno; vallas fueron construidos y reparadas para contener rebaños de invierno; y las vacas lecheras y animales de corral se mantuvieron para el consumo personal y en segundo lugar para el mercado. La agricultura mixta claramente predominante en el sur de Alberta en 1900.
El Capitán Charles Augustus Lyndon y su esposa, Margaret, establecieron uno de los primeros ranchos en Alberta en 1881. Lyndon homestead un sitio en el Puercoespín colinas al oeste de Fort Macleod. Ellos plantearon principalmente el ganado, pero también plantearon caballos de la Policía Montada de Canadá para obtener ingresos adicionales. Rebaños de Lyndon sufrieron con rebaños de los demás durante el duro invierno de 1886-1887. Desarrollaron un sistema de riego y una oficina de correos como el distrito creció durante la década de 1890. Aunque Lyndon murió en 1903, su familia mantiene sus empresas hasta 1966, cuando se vendió el rancho.
Elofson (2005) muestra que el ganado de corral de cría en granjas era muy similar en Montana, sur de Alberta y Saskatchewan Sur. Benson (2000) describe la estructura social para los vaqueros y otros trabajadores en ranchos grandes corporativos, en el suroeste de Alberta en 1900. Cuatro de esos ranchos, la Cochrane, el Oxley, la Walrond, y la barra T, demuestran las complejas jerarquías que separaban los vaqueros de los cocineros y los capataces de los gerentes. , y las diferencias de edad educativos étnicos complican aún más el tejido social elaborada de los ranchos corporativos. La consiguiente división del trabajo y la jerarquía permitido ranchos de Alberta a la función sin la participación directa de los inversores y propietarios, la mayoría de los cuales vivían en el este de Canadá y Gran Bretaña.
La supervivencia de la industria ganadera de Alberta estaba seriamente en duda para la mayoría de los fines de los siglos 19 y 20. En dos momentos durante este tiempo, 1887-1900 y 1914-1920, la industria disfrutó de gran prosperidad. Este último auge comenzó cuando los Estados Unidos promulgó arancel Underwood de 1913, permitiendo que el ganado canadiense la entrada fuera libre. La exportación de Alberta ganado a los mercados de Chicago demostraron ser altamente rentable para el ganadero más alta calidad. Antes de 1915, la mayoría de hogar mecánico y de alimentación de ganado de los corrales de Winnipeg fueron exportados a los Estados Unidos, perjudicando mercado de la carne vacuna nacional de Canadá. Varios factores, incluyendo el crudo invierno de 1919 a 1920, el fin de los precios inflados durante la guerra de carne de vacuno, y la restitución de la tarifa de Estados Unidos en el ganado canadiense, contribuyeron al colapso del mercado de ganado de Alberta. El auge en última instancia, iba en contra de los intereses económicos de Alberta debido a que los altos precios durante ese período imposibilitó establecer prácticas ganaderas locales de acabado.
Algunos rancheros se convirtieron en empresarios importantes. Un ganadero y cerveza con intereses secundarios en el gas, la electricidad y el petróleo, Calgary empresario Alfred Ernest Cruz (1861-1932) fue un agente importante de la modernización en Alberta y el oeste de Canadá. Al igual que con otros, su nombre simboliza una fuerza motriz de la empresa, la búsqueda de beneficios, el capitalismo centrado en la familia, el uso de los mercados de capitales británicos de Canadá y de, y la progresión económica a través de la reinversión de utilidades. Su gestión de personal de la familia desarrolló una finca de la familia que sigue siendo importante en la economía de Alberta. Cruz se le recuerda principalmente para su ganado de cría avances y su dinamismo y enfoque científico de la elaboración de la cerveza.

#### Mujer
Los roles de género fueron claramente definidos. Los hombres eran los principales responsables de romper la tierra; siembra y cosecha; la construcción de la casa; compra, operación y reparación de maquinaria; y manejo de las finanzas. Al principio había muchos hombres solteros en la pradera, o maridos cuyas esposas estaban todavía en el este, pero tenían un mal rato. Se dieron cuenta de la necesidad de una esposa. A medida que la población aumentó rápidamente, esposas jugaron un papel central en la solución de la región de las praderas. Su mano de obra, habilidades y capacidad de adaptación a las duras condiciones, fue decisiva en el cumplimiento de los retos. Prepararon bannock, frijoles y tocino, ropas remendadas, educar a los niños, limpiado, tendían el jardín, ayudaron en la cosecha y crio a todos de vuelta a la salud. Mientras que prevalecen actitudes patriarcales, la legislación y los principios económicos contribución de la mujer oculta, la flexibilidad mostrada por las mujeres de la granja en la realización de trabajo productivo e improductivo era fundamental para la supervivencia de la agricultura familiar, y por lo tanto para el éxito de la economía del trigo.

#### Mineros
James Moodie desarrolló la mina de Rosedale en el valle del río Red ciervos de Alberta en 1911. Aunque Moodie paga salarios más altos y operó la mina de forma más segura y eficaz que otras minas de carbón en la provincia, las desaceleraciones Rosedale de trabajo con experiencia y huelgas. Debido a Moodie propietario de la mina y los servicios prestados por el campamento, simpatizantes bolcheviques lo consideraban un opresor de los trabajadores y un industrial burguesa. El radicalismo en la mina disminuyó a medida que Moodie reemplazó a los mineros inmigrantes con los veteranos militares canadienses listos para apreciar el ambiente de trabajo seguro ofrecido allí.

### Vida urbana
En las ciudades más grandes del capítulo Alberta de la Cruz Roja Canadiense proporciona servicios de ayuda a la comunidad durante los duros años de la década de 1920 y 1930. También presionó con éxito al gobierno a tomar un papel más activo y responsable en el cuidado de las personas en los momentos difíciles. Cada ciudad tiene sus impulsores que soñaban grande, pero la mayoría de las ciudades permanecieron sólo aldeas. Un ejemplo es la ciudad de Arco, que parecía prometedor debido a sus depósitos de carbón de la tierra buena de pastoreo. comerciantes de madera combinan para formar el arco Centro de minas de carbón Ltd., y se venden bienes raíces para los especuladores. La mala suerte, en la forma de la sequía en el momento de la Primera Guerra Mundial que arruiné las ambiciones.

#### Negocios
La mayoría de las operaciones comerciales eran asuntos familiares, con relativamente pocas operaciones a gran escala, aparte de los ferrocarriles. En 1886, los hermanos de Cowdray (Nathaniel y John) abrieron un banco privado en Fort Macleod. Su historia proporciona un prototipo para mostrar cómo una casa de banca privada a pequeña escala se convirtió en una fuerza importante a principios de las finanzas Alberta suroeste. Ambos hermanos eran hombres de negocios astutos, líderes de la comunidad, y tenía absoluta confianza en sí - tanto es así que en 1888 Nathaniel volvió a Lindsay (más tarde Simcoe) y se convirtió en un comerciante de granos. El negocio bancario se expandió, con ramas que se abren y la publicidad y el préstamo de dinero está generalizando. En marzo de 1905, el Cowdry de vendieron sus entidades bancarias en Fort Macleod al Banco Imperial Canadiense de Comercio. El papel de la empresa familiar en la banca privada a finales de los siglos 19 y 20 fue fundamental en la prestación de un importante canal para el flujo de crédito hacia el suroeste de Alberta y facilitó el surgimiento de la economía moderna.
Después de un espectacular auge económico durante la Primera Guerra Mundial, una, la depresión aguda corta golpeado Alberta en 1920-22. Las condiciones eran típicas en la ciudad de Red Deer, a mitad de camino del ferrocarril y un centro de comercio entre Calgary y Edmonton que dependía de los agricultores. Dificultades durante la década de 1920 fue tan grave, o incluso algo peor, que las experimentadas durante la depresión mucho más grande de la década de 1930. El trabajo de base para el colapso económico había sido puesto ya en 1913, cuando el boom especulativo que había alimentado la prosperidad de Alberta se había derrumbado. Pero el estallido de la Primera Guerra Mundial en 1914 inició una enorme demanda de productos agrícolas y ayudó a enmascarar las graves debilidades de la economía provincial. Con la conclusión de la guerra, sin embargo, el desempleo se disparó como veteranos regresaron y la inflación aumentaron. Los precios del grano comenzaron a caer en 1920, causando mayores dificultades. En la primavera de 1921, muchos negocios en Red Deer habían ido a la quiebra, y la tasa de desempleo de la ciudad se estima en un 20%. situación económica de la ciudad comenzó a mejorar en 1923, y Red Deer funcionarios de la ciudad fueron finalmente capaces de reunir suficientes ingresos fiscales para evitar la necesidad de préstamos bancarios a corto plazo.

#### Mujer
Hasta la década de 1880 en Alberta prostitución es tolerada y no se considera grave. A medida que la población itinerante se hizo más estable, sin embargo, esta actitud cambió gradualmente. Los años 1880-1909 fueron testigos de algunas detenciones e incluso menos finos para la prostitución, en parte debido a los capturados fueron animados a salir de la ciudad en lugar de ser encarcelados. Más tarde, desde 1909 hasta 1914, una epidemia de viruela en el distrito de luz roja comenzó una ofensiva contra la prostitución, que por entonces se consideraba como un problema importante, sobre todo por las mujeres reformadores de clase media. La mujer de Christian Temperance Unión se opuso vigorosamente a ambos salones y la prostitución, y llamó por el sufragio femenino como una herramienta para acabar con esos males.
El Calgary Current Events Club, se inició en 1927 por siete mujeres, rápidamente ganó popularidad con las mujeres profesionales de la ciudad. En 1929 el grupo cambió su nombre al de Calgary de negocios y el Club de Mujeres Profesionales (BPW) en respuesta a una convocatoria de una federación nacional de dichos grupos. Los miembros viajaron a Londres, Inglaterra, en 1929 para hacer el caso para el reconocimiento de las mujeres como ciudadanos plenos de derecho. En la década de 1930 el grupo se dirigió a muchas de las cuestiones controvertidas políticas del día, incluyendo la introducción de un salario mínimo, la legislación del seguro de desempleo justos, el examen médico obligatorio de los niños en edad escolar, y la exigencia de un certificado médico para el matrimonio. La convención nacional del arco se celebró en Calgary en 1935. El club de las fuerzas canadienses al extranjero apoyados activamente en la Segunda Guerra Mundial. En un primer momento la mayoría de los miembros eran secretarias y oficinistas; más recientemente se ha estado dominada por los ejecutivos y profesiones. La organización continúa para atender a las cuestiones económicas y sociales de las mujeres.

#### Cine
Las imágenes en movimiento han sido un aspecto importante de la cultura urbana desde 1910. Los lugares donde la gente ha visto las películas, desde el Nickelodeon para el múltiplex, han cambiado de manera que reflejen los cambios en la sociedad en general. El cine en Edmonton refleja el paisaje urbano cambiante. Debido a que la película contiene en sí son parte del producto de entretenimiento, la industria del cine sigue un ciclo de construcción, renovación y demolición. La cara de la industria está cambiando constantemente en un esfuerzo para atraer a la gente en el interior; cines de Edmonton se han trasladado a la industria al por menor desde el centro de la ciudad a los centros comerciales suburbanos, y ahora están experimentando con nuevos formatos similares a cajas grandes minoristas. Del mismo modo que Edmonton es conocido por grandes cantidades de espacio comercial, sino que también tiene una de las cifras más altas de las pantallas de cine en Canadá en proporción a su población. Cines son, pues, un aspecto revelador de las tendencias en el desarrollo urbano.

#### Deportes

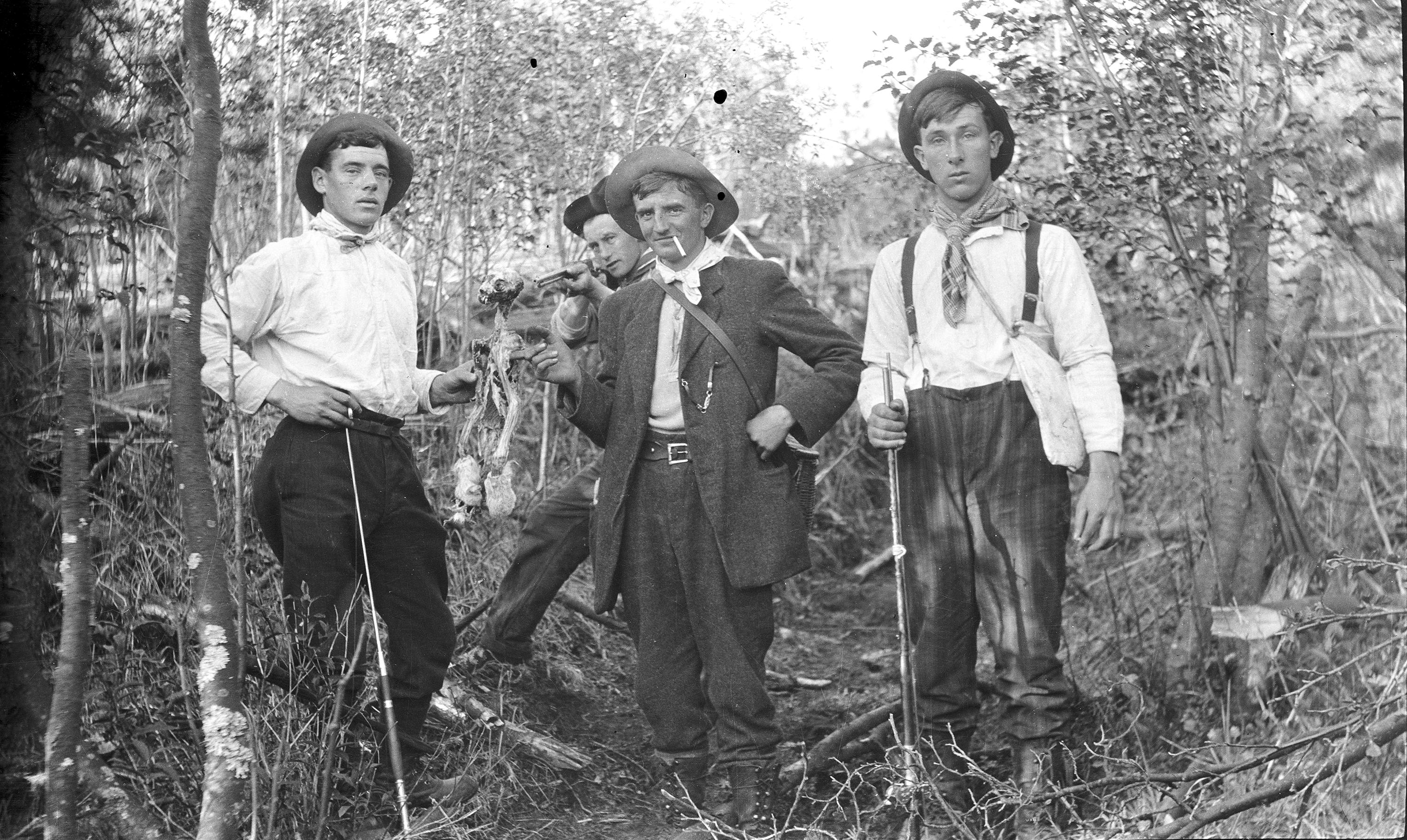
Partido de la caza, 1916

A lo largo de la provincia de los deportes populares incluyen el esquí, patinaje y para todo el mundo, y la caza y la pesca para los hombres y los niños.
Los deportes de competencia surgieron en las zonas urbanas, especialmente de hockey. Proporcionó una arena para las rivalidades cívicos tales como las que existen entre las ciudades de Edmonton y el vecino Strathcona a finales del siglo XIX y principios del 20. Edmonton, en la orilla norte del río Saskatchewan y Strathcona, en la orilla sur del río, desarrollado por separado - económica, política y socialmente - debido a los viajes y la comunicación a través del río eran limitadas. (Se fusionaron en 1912.) Además de proporcionar una salida para rivalidades cívicos, los juegos entre los Edmonton Strathcona cardo y trébol clubes de hockey unieron personas de diferentes clases sociales y de diversos orígenes culturales en apoyo de su equipo.
Esquí en Banff comenzó en la década de 1890 y recibió su impulso principal con el carnaval de invierno en 1916. En las próximas décadas, el carnaval se hizo popular; saltos de esquí y esquí de carreras llevaron a mucha publicidad. En 1940, Banff había convertido en uno de los centros de esquí más importantes de Canadá, y fue promovido en gran medida como un destino de vacaciones por el ferrocarril Canadian Pacific.

### Petróleo, gas y arenas petrolíferas
Alberta ha jugado un papel central en tanto la industria petrolera de Canadá desde el descubrimiento y desarrollo de petróleo convencional y gas natural, y mediante el desarrollo de depósitos de betún más importantes del mundo en grandes arenas bituminosas del norte de la provincia. La provincia se convirtió en uno de los principales productores mundiales de petróleo crudo y gas natural, lo que genera miles de millones de ingresos para la provincia y encendiendo una amarga disputa con el gobierno nacional.
El primer campo de petróleo en el oeste de Canadá fue Turner Valley, al sur de Calgary, donde grandes suministros fueron descubiertos a una profundidad de unos 3.000 pies (910 metros). Calgary se convirtió en la capital del petróleo, con una reputación de capa y espada del espíritu empresarial. Turner Valley fue durante un tiempo el mayor productor de petróleo y gas en el Imperio británico. Tres fases distintas de descubrimiento marcó la historia del campo y participan de Alberta como William Stewart Herron y A. W. Dingman, y las compañías que incluían Calgary productos derivados del petróleo, más tarde, el Oil Company Royalite; Las regalías Turner Valley; y más tarde el hogar Oil Company. En 1931, la provincia promulgó la Ley de los pozos de petróleo y gas para reducir la pesada pérdida de gas natural. En 1938, el petróleo de Alberta y la Junta de Conservación de Gas Natural se estableció con éxito y medidas de conservación y prorrateo promulgadas. El objetivo era para maximizar el rendimiento a largo plazo, así como para proteger los pequeños productores.
En 1947 un campo aún más grande se abrió en Leduc, a 20 millas (32 kilómetros) al sur de Edmonton, y en 1948 comenzó la extracción de petróleo en Aguas Rojas. Estos dos campos se vieron ensombrecidos en importancia en 1956 con el descubrimiento del campo Pembina oeste de Edmonton. Otros campos fueron descubiertos al este de Grande Prairie y en el centro de Alberta. A partir de los puntos de recogida y distribución cerca de Edmonton el aceite se envía por tuberías a las refinerías, algunas tan distantes como Sarnia, Toronto y Montreal, al este, al oeste de Vancouver, y especialmente los EE. UU. hacia el Sur. Pipeline Interprovincial (IPL) se inició en 1949, el transporte de petróleo a las refinerías en el este. IPL se convirtió en Enbridge Pipelines en 1998 y ahora cuenta con 4.500 empleados; se mueve a 2 millones de barriles por día más de 13.500 millas de tubería.
Alberta produce el 81% del crudo de Canadá en 1991, cuando los campos tradicionales de petróleo de Alberta alcanzó su punto máximo; la salida está disminuyendo constantemente. Antes de la década de 1970, los principales productores fueron controlados por los gigantes del petróleo de Estados Unidos.

#### Gas natural
La exploración de petróleo condujo al descubrimiento de grandes reservas de gas natural. Los yacimientos de gas más importantes están en Pincher Creek, en el sureste, en Medicine Hat, y en el noroeste. TransCanada oleoducto, terminado en 1958, lleva una parte del gas hacia el este a Ontario y Quebec; otras tuberías corren a California. Alberta produce el 81% del gas natural de Canadá.

#### Arenas petrolíferas
Las "arenas petrolíferas" o "arenas de alquitrán" en el valle del río Athabasca en el norte de Fort McMurray contienen una enorme cantidad de aceite, uno de los más ricos depósitos segundo del mundo después de Arabia Saudita. La primera planta para la extracción de petróleo de las arenas bituminosas se completó en 1967, y una segunda planta se terminó en 1978. En 1991, las plantas producen alrededor de 100 millones de barriles de petróleo. La expansión fue rápida, con los trabajadores muy alto pagado en avión desde el este de Canadá, especialmente la depresión Maritimes y Terranova. En 2006 la producción de bitumen promedió 1,25 millones de barriles por día (200.000 m³ / d) a través de 81 proyectos de arenas petrolíferas, que representa el 47% de la producción total de petróleo canadiense. El procesamiento de asfalto, sin embargo, libera grandes cantidades de dióxido de carbono, lo que ha alarmado a los ecologistas preocupados por el calentamiento global y la huella de carbono de Canadá.
En la década de 1960 Great Canadian Oil Sands, Ltd., una empresa canadiense pequeña, indígena, basado en las nuevas tecnologías y grandes inversiones de capital pionero en la extracción de arena de petróleo en la región de Athabasca. términos de leasing desfavorables desde el gobierno provincial y el fuerte riesgo financiero inherente al proyecto obligaron a la empresa a buscar un socio inversor. La petrolera estadounidense grande Sun Oil Company tomó el riesgo, pero a medida que la carga de la inversión en Sun aumentó, la compañía se convirtió obligado a asumir tanto el control financiero y de gestión de la operación. De este modo, la firma canadiense nativa tuvo que ceder su autonomía ya que el precio de llevar a cabo un proyecto industrial pionera pero complicado. En 1995 Sun vendió su participación a Suncor Energy, con sede en Calgary. Suncor es el segundo de crudo sintético en las arenas petrolíferas, pero Syncrude es controlada por un consorcio de compañías petroleras internacionales.

#### Industrias de spin-off
El aceite de la provincia y el gas natural proporcionan las materias primas para los grandes complejos industriales en Edmonton y Calgary, así como para los más pequeños en Lethbridge y de Medicine Hat. Estos complejos incluyen refinerías y plantas que utilizan refinería de subproductos de la fabricación de plásticos, productos químicos, fertilizantes y petróleo y gas. La industria del petróleo y el gas proporciona un mercado para las empresas que suministran tubos, taladros y otros equipos. Grandes cantidades de azufre se extrae del gas natural en las plantas cerca de los campos de gas. El helio se extrae del gas en una planta cerca de Edson, oeste de Edmonton.

## Crédito ocial
El Crédito Social (a menudo llamado Socred) fue un movimiento político populista más fuerte en Alberta y British Columbia vecina, 1930s-1970. Crédito Social se basa en las teorías económicas de un inglés, C. H. Douglas. Sus teorías, a primera puesta en conocimiento del público en Alberta por UFA y P. de trabajo a principios de 1920, se hizo muy popular en todo el país a principios de 1930. Una propuesta central fue la distribución gratuita de los certificados de prosperidad (o crédito social), llamado "dinero" por la oposición.
Durante la Gran Depresión en Canadá la demanda de una acción radical alcanzó su punto máximo alrededor de 1934, después de que el peor período había terminado y la economía se estaba recuperando. La deuda hipotecaria era un problema social debido a que muchos agricultores no podían hacer sus pagos y fueron amenazados con la exclusión de los bancos. Aunque el gobierno aprobó una legislación UFA proteger a las familias agrícolas de perder la casa cuarta, muchas familias de agricultores vivían en la pobreza y se enfrentaron a la pérdida de la base de tierra necesaria para las explotaciones viables y rentables. Su inseguridad fue un potente factor en la creación de un ambiente de desesperación política. el gobierno de los agricultores, la UFA, estaba desconcertado por la depresión y de Alberta exigió un nuevo liderazgo.
Los agricultores de las praderas siempre habían creído que estaban siendo explotados por Toronto y Montreal. Lo que les faltaba era un profeta que les llevaría a la tierra prometida, que prometió, a pesar de los recelos UFA, hacer a un lado las barreras económicas y constitucionales existentes a la lucha por el Crédito Social. El movimiento social del crédito en Alberta encontró su líder en 1932, cuando Aberhart leyó su primer tramo de crédito social; se convirtió en un partido político en 1935 y se quema como un fuego en la pradera. Fue elegido miembro de gobierno de la mayoría el 22 de agosto de 1935.
Hombres de negocios de Alberta, profesionales, editores de periódicos y los líderes tradicionales de la clase media protestaron con vehemencia a las ideas Aberhart, que describieron como la grieta-pot, pero no parecen ofrecer la solución de los problemas de los trabajadores y agricultores de Alberta, no hablaron de la tierra prometida por delante. Aberhart nuevo partido en 1935 eligió a 56 miembros de la Asamblea, en comparación con el 7 para todas las otras partes, la UFA previamente que rige la pérdida de todos sus asientos. El teórico de la economía de Aberhart era el mayor Douglas, un ingeniero Inglés con una confianza ilimitada en la tecnología.
El partido social del crédito se mantuvo en el poder durante 36 años, hasta 1971. Fue reelegido por el voto popular en nueve ocasiones. La continuación de su éxito fue simultáneo con su movimiento ideológico de la izquierda a la derecha.

### Crédito Social en la oficina
Una vez en el poder Aberhart dio prioridad a equilibrar el presupuesto provincial. Redujo los gastos y establecida (brevemente) un impuesto sobre las ventas y el aumento de impuestos sobre la renta. Los recortes de pobres y desocupados sufrió para el alivio más delgado habían adquirido bajo el régimen UFA. Los $ 25 mensuales dividendo social nunca llegó, como Aberhart decidió nada se podía hacer hasta que el sistema financiero de la provincia fue cambiado. A pesar de que desde hace un año (1936-1937), emitidos por las provincias Certificados prosperidad circular, proporcionando el poder adquisitivo muy necesario a los agricultores y trabajadores empobrecidos de Alberta. En 1936 Alberta de pagar sus bonos, convirtiéndose en una de las pocas jurisdicciones en el mundo occidental que ha dado un paso tan radical. Se aprobó una ley de ajuste de la deuda que se cancela todo el interés de las hipotecas desde 1932 y limita todas las tasas de interés de las hipotecas al 5%, en línea con las leyes similares aprobadas por otras provincias. En 1937, el gobierno, presionado por sus diputados, aprobó una ley bancaria radical que fue rechazada por el gobierno federal (banca era una responsabilidad federal). También se desecharon los esfuerzos para controlar la prensa. El gobierno aprobó una ley de la memoria, pero los únicos constituyentes que recogieron firmas para el recuerdo de sus miembros eran CCF-res y petroleros en el Valle Turner. El MLA amenazado con retiro fue el propio Aberhart - la ley fue derogada retroactivamente.
El gobierno de Eberhart era autoritario y él trató de ejercer un control detallado de sus cargos públicos (sobre todo a finales de 1930, los que se oponían Aberhart las ideas más radicales, a continuación, a fines de la década de 1940, los recalcitrantes que aún requerían reformas Douglasite); los que se rebelaron fueron despedidos como ministros del gabinete y se purga, "leer fuera de", la bancada y no fueron identificados como candidato del partido a las próximas elecciones. Aunque Aberhart era hostil a los bancos y periódicos, que estaba a favor del capitalismo y no apoyó las políticas socialistas al igual que la Federación Cooperativa del Commonwealth (CCF) en Saskatchewan. En Alberta el CCF y social del crédito eran enemigos acérrimos, sobre todo a principios de 1940. El antagonismo se vuelve a crear en Saskatchewan. Por lo tanto era imposible que las dos partes a que se funden en Saskatchewan. El CCF de Saskatchewan, ya una fuerza potente en esa provincia, tomó el manto de defensa de los derechos de trabajadores / agricultores y pasó a formar gobierno en 1944.
En 1938 el gobierno de Crédito Social abandonado sus prometidas $ 25 pagos. Su incapacidad para cumplir con sus promesas electorales llevó a deserciones pesados del partido, incluyendo al menos un eje de acción, Edith Rogers, que más tarde se trasladó a la CCF. Aberhart gobierno fue reelegido en las elecciones de 1940, pero con un 43% de los votos, contra una coalición liberal-conservadora combinada en la Liga de los nombres de la gente. La prosperidad de la Segunda Guerra Mundial alivia los temores económicos y odios que ha alimentado el descontento de los agricultores. Aberhart murió en 1943, y fue sucedido como primer ministro por su alumno en el Instituto Bíblico Profético y discípulo cercano de toda la vida, Ernest C. Manning
El partido social del crédito, ahora firmemente a la derecha, rige Alberta hasta 1968 bajo Manning. Fue sucedido por Harry Strom, que dirigió el gobierno social del crédito a la derrota en las elecciones generales de 1971.
La retórica antisemita de algunos activistas de Crédito Social turbó la comunidad judía de Canadá; a finales de 1940 el primer ministro Manning tardíamente purgó los antisemitas. Mayor C. H. Douglas, era abiertamente antisemita y enamorado de los Protocolos falsos de los Sabios de Sion. Aberhart y Manning negaron que eran antisemitas.
A mediados de la década de 1980 activistas de Crédito Social se despliegan en el partido de la reforma social conservador de Canadá por Preston Manning, hijo de Ernest Manning.

## Segunda Guerra Mundial
La contribución de Alberta para el esfuerzo de guerra canadiense 1939-1945 fue sustancial. En casa, campos de prisioneros de guerra y de internamiento se mantuvieron a Lethbridge, de Medicine Hat, Wainwright y en el país de Kananaskis, vivienda capturó el personal de servicio del Eje, así como los internados canadienses. Se establecieron un gran número de campos de aviación Air Plan de Formación de la Commonwealth británica y de formación en la provincia. Militarmente, miles de hombres (y mujeres), más tarde se ofrecieron voluntariamente para la Marina Real de Canadá, la Real Fuerza Aérea Canadiense y el Ejército canadiense. Vivian mayor David Currie, Saskatchewanian sirviendo con el regimiento de Alberta del Sur, fue galardonado con la Cruz de la Victoria como era Calgarian Ian Bazalgette, que murió en el combate aéreo. Decenas de unidades de la milicia con sede en Alberta presentó cuadros de unidades en el extranjero, incluyendo The Loyal Edmonton Regiment, regimiento Calgary (tanque), Calgary Highlanders, además de numerosos artillería, ingeniero, y las unidades de los brazos de soporte.
En 1942 muchos japoneses de Columbia Británica fueron enviados por la fuerza a campos de internamiento en el sur de Alberta, que ya tenían las comunidades japonesas en Raymond y Hardeeville. En un primer momento se limitan a trabajar en los campos de remolacha azucarera, la japonesa recién llegada tenía severa vivienda, la escuela y los problemas del agua. En los años siguientes algunos de los japoneses se les permitió trabajar en las fábricas de conservas, aserraderos, y otros negocios. Hubo controversia constante en la prensa sobre el papel y la libertad de los japoneses locales. La producción agrícola aumentó notablemente, y después de la guerra de los pocos japonesa aprovechó el plan de repatriación para ir a Japón. Los japoneses en Alberta hoy son bien asimilados, pero poco de los restos patrimoniales japoneses. (Debido a que querían ser los canadienses. Si hubieran querido conservar su cultura japonesa, que sin duda han regresado a casa.)

## Posguerra
Después de la guerra el gobierno Manning pasó varias piezas de legislación restrictiva que limita la capacidad de mano de obra para organizar a los trabajadores y para declarar la huelga. La aplicación de la legislación laboral también refleja un sesgo contrario a la unión. Los acreedores sociales, que tenían una inclinación por las teorías de conspiración, que se cree militancia sindical era el producto de una conspiración comunista internacional. Su legislación laboral trató de frustrar los planes de conspiraciones en Alberta y de paso para tranquilizar a los inversores potenciales, en particular en la industria del petróleo, de un buen clima para la toma de ganancias. El camino para que esta normativa se hizo más suave por el conservadurismo de una de las alas del movimiento obrero en la provincia y el temor de ser empañada con el cepillo Comunista por la otra ala.

### Los conservadores y la reforma
En 1971, los conservadores de Peter Lougheed poner fin al largo gobierno del partido social del crédito como el partido conservador progresivo llegó al poder.
Muchos expertos sostienen que el cambio social a gran escala que se produjo en la provincia como consecuencia de la bonanza petrolera de posguerra fue el responsable de este importante cambio de gobierno. La urbanización, en particular, la expansión de la clase media urbana, la secularización, y el aumento de la riqueza se cita a menudo como las principales causas de la caída de Crédito Social. Bell (1993) cuestiona esta interpretación popular, argumentando que los factores a corto plazo tales como el liderazgo, cuestiones contemporáneas, y la organización de la campaña mejor explican el triunfo conservador.
Los conservadores se mantuvieron en el poder, bajo siete primeros ministros diferentes, durante 44 años de gobiernos de mayoría. Pero en 2015 el gobierno fue destruido en contra de una lista de más joven, más fresco candidatos propuestos por el PND Alberta, dirigido por Raquel Notley.

## Orígenes
- Historia de Alberta en Wikipedia alemán